# Battaglia di Hastings
La battaglia di Hastings (pronuncia /ˈheɪstɪŋz/; in anglosassone: Gefeoht æt Hæstingum e in normanno: Batâle dé Hastings) fu combattuta da un esercito di anglosassoni guidato dal re Aroldo II contro l'esercito normanno invasore capitanato dal duca Guglielmo. Lo scontro ebbe luogo il 14 ottobre 1066 a Battle, a circa 13 km da Hastings, e si concluse con una decisiva vittoria normanna, che portò il duca Guglielmo a controllare l'Inghilterra e diventarne il re.
L'evento che portò alla battaglia fu la morte del re inglese Edoardo il Confessore avvenuta nel gennaio 1066; poiché non aveva eredi, la sua morte diede inizio a una lotta per la successione tra diversi pretendenti. Sebbene Aroldo fosse stato incoronato re poco dopo la morte di Edoardo, dovette affrontare vari nemici, primo fra tutti il re Harald Hardrada di Norvegia e il suo stesso fratello Tostig. I due, sbarcati nell'Inghilterra settentrionale, sconfissero un raffazzonato esercito anglosassone nella battaglia di Fulford il 20 settembre 1066 ma furono sconfitti da Aroldo nella battaglia di Stamford Bridge cinque giorni dopo, lasciando come unico nemico Guglielmo di Normandia. Questi sbarcò sulla costa meridionale a Pevensey il 28 settembre e stabilì una testa di ponte per la conquista del regno. Aroldo fu costretto a marciare rapidamente verso sud, radunando forze mentre procedeva.
I numeri esatti delle forze presenti alla battaglia sono sconosciuti poiché anche le stime moderne variano notevolmente. La composizione delle forze è più chiara; l'esercito anglosassone era composto quasi interamente da fanteria e contava pochi arcieri, mentre solo circa la metà degli invasori erano fanti, con il resto diviso equamente tra cavalleria e arcieri. Sembra che Aroldo avesse cercato di attaccare a sorpresa Guglielmo, ma gli esploratori normanni intercettarono il suo esercito e riferirono il suo arrivo al duca, che marciò da Hastings al campo di battaglia per affrontare l'avversario. La battaglia durò circa dalle 9 del mattino fino al tramonto. I primi sforzi degli invasori per rompere le linee anglosassoni ebbero scarso effetto; pertanto, i Normanni adottarono la tattica della finta ritirata per poi sorprendere i loro inseguitori. La morte di Aroldo, avvenuta probabilmente verso la fine dello scontro, portò alla sconfitta e la ritirata della maggior parte del suo esercito. Dopo ulteriori marce e alcune piccole schermaglie, Guglielmo fu incoronato re il giorno di Natale del 1066.
Ribellioni e focolai di resistenza contro il governo di Guglielmo continuarono a susseguirsi finché egli non morì, ma Hastings segnò effettivamente il culmine della conquista dell'Inghilterra da parte del conquistatore. I dati sulle vittime risultano difficili da ricostruire, sebbene alcuni storici abbiano ipotizzato che 2 000 invasori morirono insieme a circa il doppio di quel numero di anglosassoni. Guglielmo fondò un monastero sul luogo della battaglia, e al suo interno l'altare maggiore della chiesa era presumibilmente ubicato nel punto in cui morì Aroldo.

## Contesto storico

### Ducato di Normandia

Il ducato di Normandia tra il 910 e il 1050

Nel 911, il sovrano carolingio Carlo III permise a un gruppo di vichinghi di stabilirsi in Normandia sotto il loro capo Rollone. Dopo il loro insediamento vennero assimilati rapidamente, adattandosi alla cultura indigena, rinunciando al paganesimo e convertendosi al cristianesimo, oltre a sposarsi con la popolazione locale. Nel tempo, le frontiere del ducato si espansero a ovest. Nel 1002, il re Etelredo II celebrò le nozze con Emma, la sorella di Riccardo II, duca di Normandia. Il loro figlio Edoardo il Confessore trascorse molti anni della sua giovinezza in esilio alla corte della Normandia, salendo al trono inglese nel 1042. Una volta al potere, si circondò di consiglieri normanni come cortigiani, soldati e chierici, concedendo loro altresì incarichi di prestigio, in particolare nel clero. È possibile che questo gruppo di beneficiari incoraggiò le ambizioni di Guglielmo al trono. Edoardo, rimasto senza eredi, fu coinvolto in un conflitto con il pericoloso Godwin, conte di Wessex, e i suoi figli, Aroldo e Tostig.

### Crisi di successione in Inghilterra

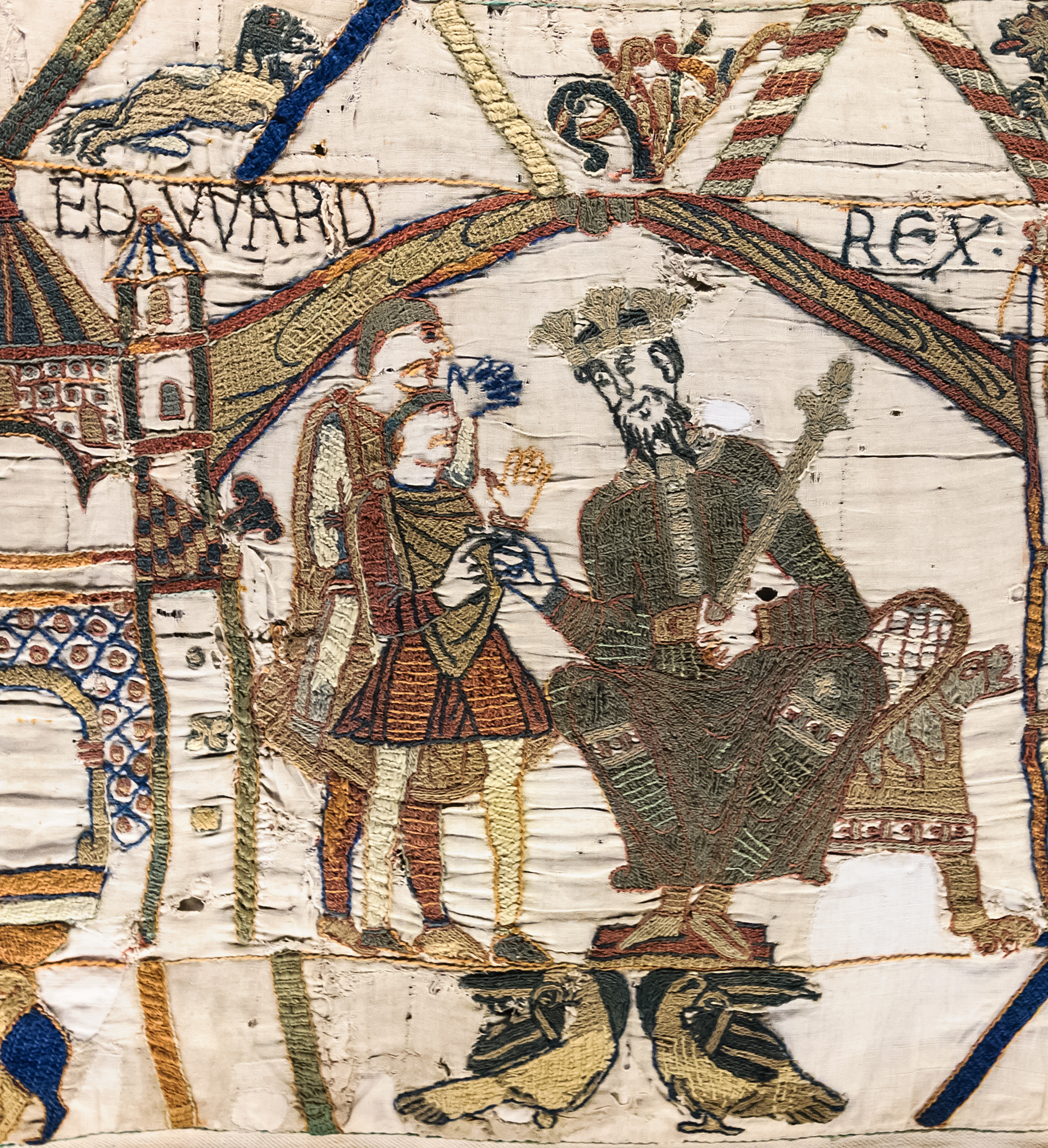
Edoardo il confessore nella prima scena dell'arazzo di Bayeux

La morte di re Edoardo il 5 gennaio 1066 rese indispensabile la necessità di individuare un successore e diversi contendenti rivendicarono il trono d'Inghilterra. Colui che subentrò immediatamente a Edoardo fu il conte di Wessex, Aroldo Godwinson, il più ricco e potente degli aristocratici anglosassoni e figlio di Godwin, un precedente contendente al trono di Edoardo. Venne eletto re d'Inghilterra dal Witan, un'assemblea composta dai principali nobili ed ecclesiastici del regno, e incoronato da Ealdred, l'arcivescovo di York, sebbene la propaganda normanna affermasse che la cerimonia fosse stata eseguita da Stigand, l'arcivescovo di Canterbury, eletto in modo non canonico. Aroldo fu subito sfidato da due potenti governanti vicini. Il duca Guglielmo di Normandia affermava che Edoardo lo aveva scelto come suo successore e che Aroldo aveva giurato di rispettare questa disposizione. Harald III di Norvegia, detto Harald Hardrada, contestò la successione e basò la sua pretesa su un accordo stretto tra il suo predecessore Magnus I e il precedente re d'Inghilterra Canuto II, ai sensi del quale, qualora uno dei due fosse morto senza avere un erede, l'altro avrebbe ereditato sia l'Inghilterra che la Norvegia. Guglielmo e Harald III iniziarono immediatamente a radunare truppe e navi per compiere delle distinte invasioni.

### Invasione norvegese
All'inizio del 1066, il fratello esiliato di Aroldo, Tostig Godwinson, fece irruzione nell'Inghilterra sud-orientale con una flotta che aveva reclutato nelle Fiandre, a cui in seguito si unirono altre navi provenienti delle Orcadi. Minacciato dalla flotta di Aroldo, Tostig si spostò a nord e fece irruzione nell'Anglia orientale e nel Lincolnshire. Fu ricacciato sulle sue navi dai fratelli Edwin, conte di Mercia e Morcar, conte di Northumbria. Abbandonato dalla maggior parte dei suoi seguaci, si ritirò in Scozia, dove trascorse la metà dell'anno reclutando nuove forze. Lì incontrò e si alleò con Harald III di Norvegia. Quest'ultimo invase l'Inghilterra settentrionale all'inizio di settembre, guidando una flotta di oltre 300 navi con a bordo forse 15 000 uomini. Tale esercito venne ulteriormente potenziato con le forze di Tostig e provenienti dalla Scozia e dalle Orcadi, allora in mano norvegese. Avanzando su York, i norvegesi occuparono la città dopo aver sconfitto un esercito anglosassone guidato da Edwin e Morcar il 20 settembre nella battaglia di Fulford.

## Forze in campo

### L'esercito anglosassone
L'esercito anglosassone aveva una struttura regionale, dove le unità del fyrd (la leva locale) erano composte da uomini con un proprio pezzo di terra, reclutate e guidate da un signore locale, che fosse esso un conte, un vescovo o uno sceriffo. Gli uomini del fyrd erano equipaggiati dalla loro comunità per soddisfare le richieste del re. Per ogni cinque hide, (unità di terra nominalmente in grado di sostenere una famiglia), un uomo doveva prestare servizio. Sembra che la centana fosse la principale unità in cui era organizzato il fyrd. Nel complesso, alla chiamata alle armi il paese poteva fornire circa 14 000 uomini per il fyrd. Quest'ultimo di solito prestava servizio per due mesi, tranne in casi eccezionali. Era raro che l'intero fyrd venisse richiamato, tanto che nei 22 anni precedenti ciò avvenne esclusivamente tre volte, ossia nel 1051, 1052 e nel 1065. Il re disponeva inoltre un proprio gruppo di guardie, conosciute come gli huscarli, che formavano la spina dorsale delle forze del regno. Anche alcuni conti possedevano un contingente personale di huscarli. Gli uomini del Thegn, l'élite dei proprietari terrieri locali, combattevano direttamente sotto il re o erano accorpati alle forze di un conte o di un altro magnate. Il fyrd e gli huscarl solevano procedere entrambi a piedi e la principale differenza tra di loro era l'armatura, la quale risultava di fattura migliore per gli huscarl. Verosimilmente, l'esercito anglosassone non disponeva di un numero significativo di arcieri.
Aroldo aveva trascorso la metà del 1066 sulla costa meridionale con un grande esercito e una flotta in attesa dell'invasione di Guglielmo. La maggioranza delle sue forze era composta da milizie che dopo due mesi dovevano essere mandate a casa per il raccolto, motivo per cui l'8 settembre Aroldo congedò la milizia e la flotta. Venuto a conoscenza dell'invasione norvegese si precipitò a settentrione, radunando le forze mentre procedeva, e colse di sorpresa il nemico, sconfiggendolo nella battaglia di Stamford Bridge il 25 settembre. Harald Hardrada e Tostig furono uccisi e i norvegesi subirono perdite così pesanti che 24 delle 300 navi usate per l'invasione servirono soltanto per portare via i sopravvissuti. D'altro canto la vittoria anglosassone fu ottenuta a caro prezzo, poiché l'esercito di Aroldo rimase in uno stato martoriato e indebolito.

### Lo schieramento normanno

#### I preparativi per l'invasione

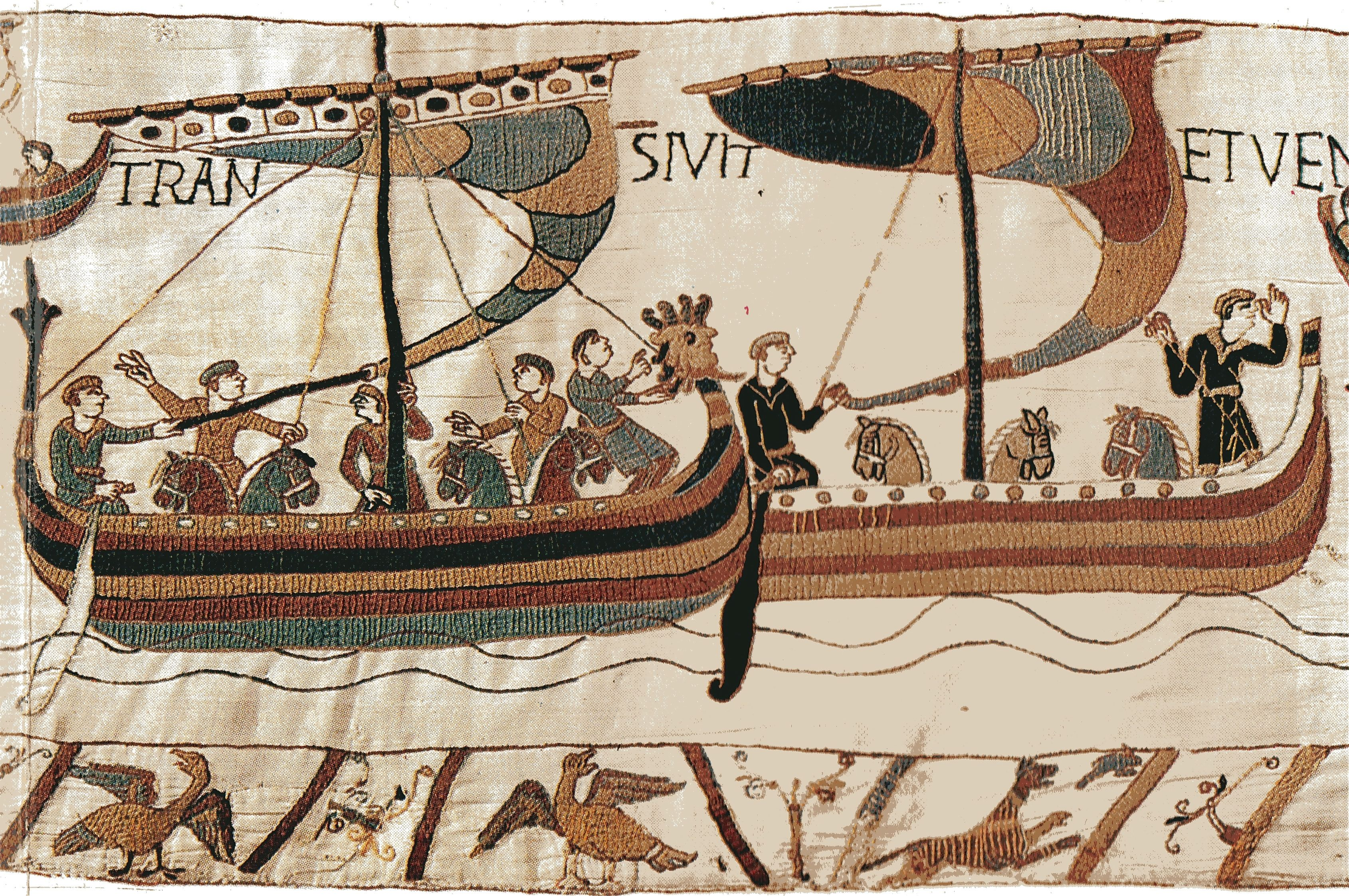
I Normanni attraversano la Manica con i loro cavalli, scena tratta dall'arazzo di Bayeux

Guglielmo assemblò una grande flotta di invasione e formò un esercito con truppe della Normandia e dal resto della Francia, con contingenti provenienti dalla Bretagna e dalle Fiandre. Trascorse quasi nove mesi nei suoi preparativi, poiché doveva costruire una flotta dal nulla. Secondo alcune cronache normanne, si assicurò anche il sostegno diplomatico esterno, sebbene l'accuratezza delle fonti sia stata oggetto di dibattito storico. L'affermazione più famosa secondo cui papa Alessandro II avrebbe concesso uno stendardo pontificio come segno di sostegno compare esclusivamente nel racconto di Guglielmo di Poitiers, e non in narrazioni più vicine temporalmente. Nell'aprile del 1066, la cometa di Halley apparve nel cielo e fu avvistata in tutta Europa. I resoconti contemporanei collegarono l'apparizione della cometa con la crisi della successione in Inghilterra.
Guglielmo radunò le sue forze a Saint-Valery-sur-Somme, che furono pronte ad attraversare la Manica intorno al 12 agosto. Tuttavia, la traversata fu ritardata per alcune settimane, forse per il maltempo o forse per evitare di essere intercettati dalla potente flotta inglese. I Normanni attraversarono l'Inghilterra pochi giorni dopo la vittoria di Aroldo sui norvegesi, in seguito alla dispersione delle forze navali di Aroldo, e sbarcarono a Pevensey nel Sussex il 28 settembre. Alcune imbarcazioni furono portate fuori rotta e sbarcarono a Romney, dove i Normanni combatterono contro il fyrd locale. Dopo lo sbarco, le forze normanne costruirono un castello in legno a Hastings, dal quale scatenarono attacchi nella regione circostante. Altre fortificazioni furono erette a Pevensey.

#### L'avanzata di Aroldo
Dopo aver sconfitto Harald, Hardrada e suo fratello Tostig nel nord, Aroldo lasciò gran parte delle sue forze in zona, inclusi Morcar ed Edwin, e fece marciare il resto del suo esercito a sud per affrontare l'invasione normanna. Non è chiaro il momento in cui il re sassone venne a sapere dello sbarco di Guglielmo, ma probabilmente fu mentre si trovava in viaggio verso sud. Aroldo si fermò a Londra e vi rimase per circa una settimana prima di Hastings, motivo per cui è probabile che avesse trascorso circa una settimana nella sua marcia verso sud, percorrendo una media di 43 km al giorno, per un totale di circa 320 km. Aroldo si accampò a Caldbec Hill la notte del 13 ottobre, vicino a quello che è stato descritto come un «melo». Questa località distava circa 13 chilometri dal castello di Guglielmo a Hastings. Alcuni dei più antichi resoconti franchi dell'epoca riferiscono dell'arrivo di uno o più emissari da Guglielmo spediti dal re anglosassone, circostanza la quale rende credibile che tale evento avvenne davvero. Tuttavia, i tentativi di risolvere la contesa diplomaticamente fallirono.
Sebbene Aroldo avesse tentato di sorprendere i Normanni, gli esploratori di Guglielmo riferirono l'arrivo del nemico al duca. L'esatta sequenza degli avvenimenti precedenti alla battaglia resta oscura, principalmente a causa dei resoconti contraddittori forniti dalle fonti. Malgrado ciò, ogni autore medievale concorda sul fatto che Guglielmo condusse il suo esercito dal suo castello e avanzò verso il nemico. Aroldo aveva raggiunto una postazione difensiva in cima alla Senlac Hill (nell'attuale comune di Battle, nell'East Sussex), a circa 9,7 chilometri dal castello di Guglielmo a Hastings.

## Considerazioni strategiche e tattiche

### Le forze normanne a Hastings

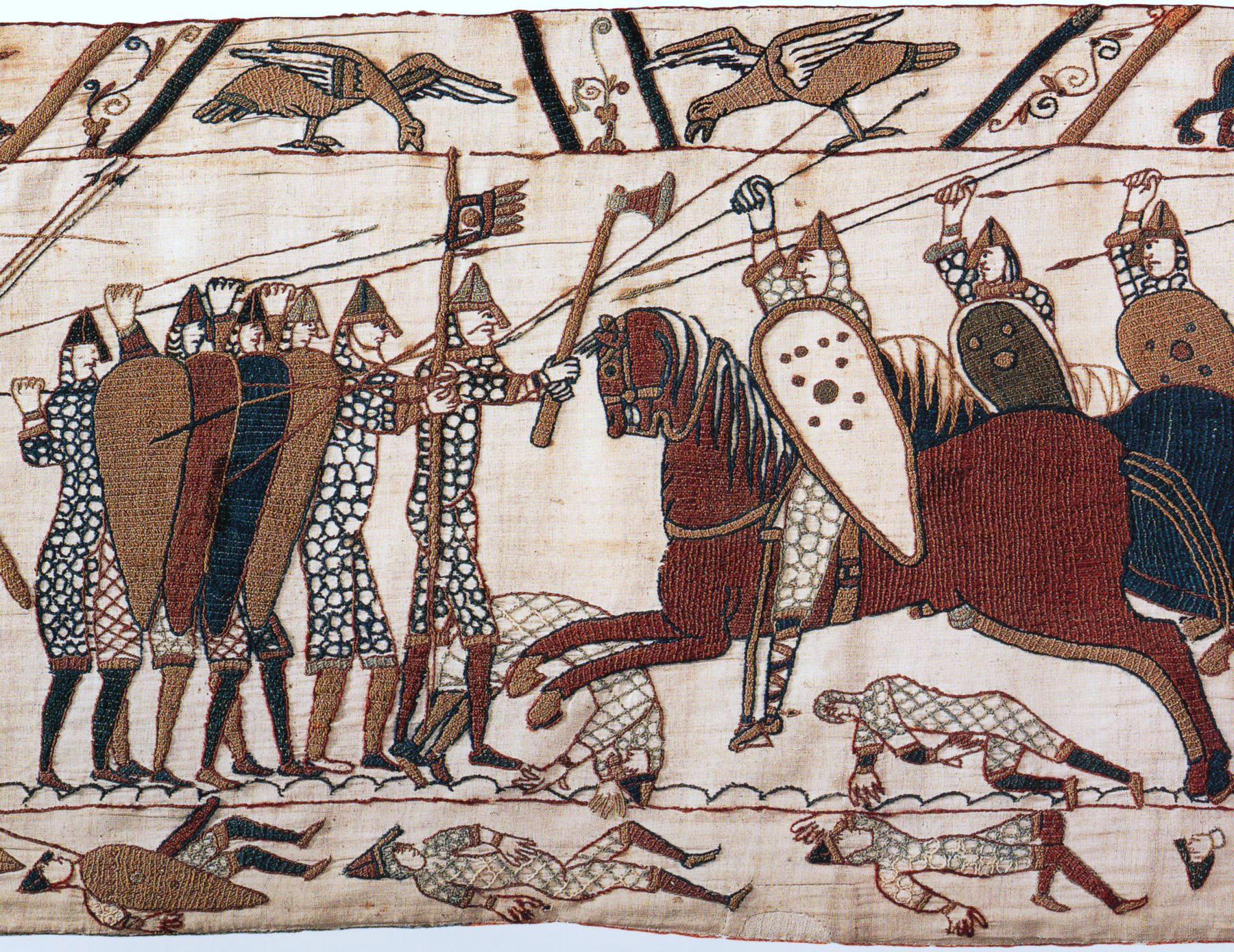
La carica dei cavalieri normanni contro i fanti anglosassoni

I numeri esatti e la composizione della forza di Guglielmo sono sconosciuti. Un documento contemporaneo afferma che Guglielmo aveva 776 navi, ma potrebbe trattarsi di una cifra gonfiata. Le cifre segnalate dalle fonti dell'epoca per le dimensioni dell'esercito appaiono decisamente esagerate, variando da 14 000 a 150 000. Gli storici moderni hanno teorizzato una serie di stime per la dimensione delle forze di Guglielmo: 7 000-8 000 uomini, 1 000-2 000 dei quali di cavalleria; 10 000-12 000 uomini; 10 000 uomini, 3 000 dei quali di cavalleria; o 7 500 uomini. L'esercito comprendeva cavalieri, fanti, e tiratori (arcieri o balestrieri); cavalieri e arcieri raggiungevano lo stesso totale di uomini, mentre i fanti erano pari in termini numerici agli altri due tipi messi insieme. Si conoscono degli elenchi redatti in epoca successiva dei compagni di Guglielmo il Conquistatore, ma la maggior parte di essi è infarcita di figure che probabilmente non parteciparono alla lotta; soltanto 35 persone circa tra quelle nominate furono con verosimiglianza assieme a Guglielmo a Hastings. Di questi 35, sono cinque quelli noti perché morti nella battaglia: Roberto di Vitot, Engenulfo di Laigle, Roberto fitzErneis, Ruggero figlio di Turold e Taillefer.
L'armatura principale utilizzata era l'usbergo, solitamente lungo fino al ginocchio, con spacchi atti a consentire la cavalcata, alcuni con maniche fino ai gomiti. Una parte degli usberghi potrebbe essere stata forgiata con maglie attaccate a una tunica composta di metallo, corna di animale o pelle indurita. Il copricapo era solitamente un elmo di metallo conico con una fascia di metallo che si estendeva verso il basso per proteggere il naso. Sia cavalieri sia fanti portavano con sé degli scudi, solitamente rotondi e di legno, con rinforzi in metallo. I cavalieri portavano uno scudo a forma di aquilone e di solito erano armati di lancia. La lancia in resta, portata piegata contro il corpo sotto il braccio destro, era una tecnica relativamente nuova e probabilmente non venne usata ad Hastings; il terreno appariva infatti sfavorevole per effettuare lunghe cariche di cavalleria. Di solito, tanto la fanteria quanto la cavalleria combattevano con una spada dritta, lunga e a doppio taglio. La fanteria potrebbe aver utilizzato in quell'occasione anche giavellotti e lunghe lance. Alcuni cavalieri potrebbero aver impiegato una mazza piuttosto che una spada, mentre gli arcieri un arco o una balestra senza indossare un'armatura.

### L'esercito anglosassone a Hastings
Il numero esatto di soldati nell'esercito di Aroldo è sconosciuto. I documenti contemporanei non forniscono cifre affidabili; alcuni scritti normanni segnalano la presenza di un numero di guerrieri compreso tra 400 000 e 1 200 000 uomini dalla parte di Aroldo. Le fonti inglesi generalmente danno cifre molto basse per l'esercito di Aroldo, forse per far sembrare la sconfitta anglosassone meno devastante. Gli storici recenti hanno suggerito cifre comprese tra i 5 000 e i 13 000, e la maggior parte degli storici moderni stima un verosimile totale di 7 000-8 000 Questi uomini sarebbero stati un misto di fyrd e huscarl. Si conoscono i nomi di solo una ventina di persone presenti sul lato inglese, inclusi due fratelli del sovrano Gyrth e Leofwine, e altri due parenti, di questi 20 ne morirono otto.
L'esercito anglosassone era costituito interamente da fanteria, benché sia possibile che alcuni combattenti di alto rango giunsero a cavallo a Hastings salvo poi lottare a piedi. Il nucleo dell'esercito era costituito dagli huscarl, soldati professionisti a tempo pieno. La loro armatura consisteva in un elmo conico, un usbergo, e uno scudo, che poteva essere sia circolare o a forma di aquilone. Il grosso degli huscarl combatteva con l'ascia da battaglia danese a due mani, munendosi occasionalmente anche di una spada. Il resto dell'esercito si componeva di uomini reclutati per via della pratica del fyrd, e si trattava di fanti armati poco pesantemente e non esperti. Il grosso della fanteria avrebbe trovato impiego nel muro di scudi che si pensava di costituire; tale formazione serviva a far sì che tutti gli uomini nelle prime file brandissero in contemporanea i propri scudi. Dietro di loro ci sarebbero stati uomini con l'ascia e tiratori con giavellotti e archi.

### Luogo degli scontri

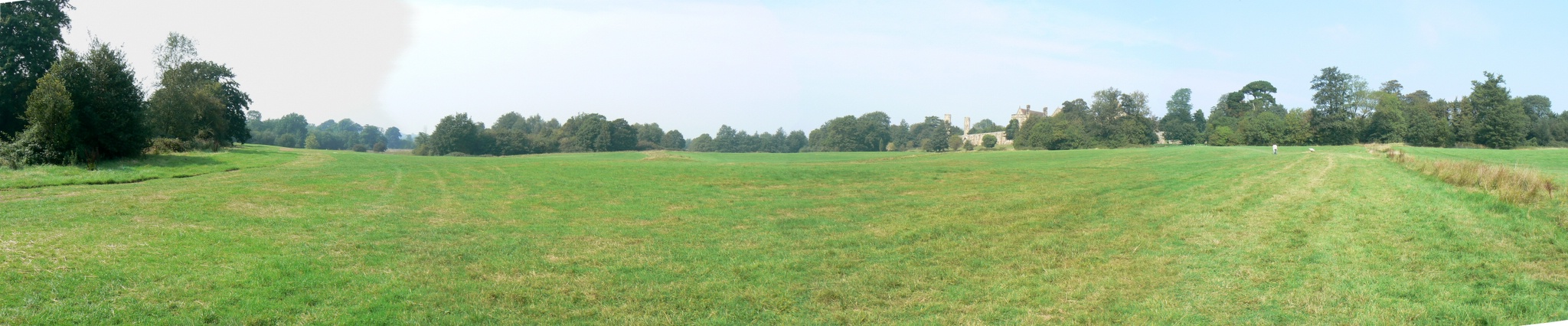
Il campo di battaglia visto dalle posizioni normanne

Poiché molti dei resoconti principali a volte si contraddicono a vicenda, è impossibile fornire una descrizione della battaglia totalmente accurata. L'unica informazione certa è che i combattimenti iniziarono alle 9 di sabato 14 ottobre 1066 e si trascinarono fino al tramonto. In particolare, il sole calò alle 16:54, con il campo di battaglia per lo più buio alle 17:54 e in piena oscurità entro le 18:24. Quella notte la luna non sorse se non alle 23:12, motivo per cui una volta che il sole tramontò, c'era poca luce sul campo di battaglia. Guglielmo di Jumièges riferisce che il duca Guglielmo mantenne il suo esercito armato e pronto contro un attacco notturno a sorpresa per l'intera notte precedente. La battaglia ebbe luogo a 11 chilometri a nord di Hastings, nell'odierna città di Battle, tra le due colline di Caldbec Hill a nord e Telham Hill a sud. Si trattava di un'area maggiormente boscosa rispetto ai giorni nostri, con una palude nelle vicinanze. Il nome tradizionalmente dato alla battaglia appare insolito, essendo presenti diverse località molto più vicine al campo di battaglia rispetto a Hastings. La cronaca anglosassone definisce la battaglia come quella combattuta «al melo canuto». 40 anni dopo, la battaglia fu descritta dal cronista anglo-normanno Orderico Vitale come «di Senlac», un adattamento normanno-francese del termine in inglese arcaico "Sandlacu", che significa "acqua sabbiosa". Questo potrebbe essere stato il nome del corso d'acqua che attraversa il campo di battaglia. La schermaglia veniva invece già chiamata "bellum Hasestingas" o "battaglia di Hastings" nel 1086, nel Domesday Book.
L'alba ebbe luogo alle 6:48 e le informazioni pervenuteci lasciano intuire che si trattasse di una giornata «insolitamente luminosa». Le condizioni meteorologiche non vengono riferite da nessun testo coevo. Il percorso che l'esercito anglosassone prese a sud verso il campo di battaglia non è noto con precisione. La scoperta di un importante tesoro sepolto vicino a un'antica strada romana da Rochester a Hastings nel 1876 ha suggerito che questa potrebbe essere stata la strada intrapresa, ma è anche possibile che Aroldo avesse seguito un'altra strada romana che collega Londra a Lewes per poi passare per strade secondarie. Alcuni resoconti indicano che i Normanni avanzarono da Hastings al campo di battaglia, ma il racconto contemporaneo di Guglielmo di Jumièges colloca i Normanni sul luogo della battaglia la sera prima. La maggior parte degli storici propende per la prima ricostruzione, mentre M.K. Lawson sostiene che il racconto di Guglielmo di Jumièges sia corretto.

### Schieramento

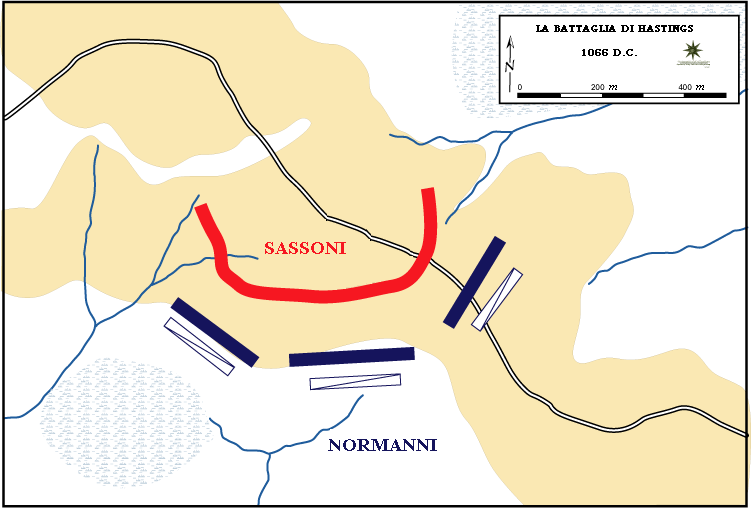
Disposizione delle forze

Le forze di Aroldo si schierarono in una piccola e densa formazione in cima a un ripido pendio, con i fianchi protetti da boschi e il terreno paludoso dinanzi a loro. La linea potrebbe essersi estesa abbastanza da arrivare a lambire un ruscello vicino. La prima linea anglosassone si dispose in un muro di scudi per proteggersi dagli attacchi nemici Le fonti differiscono sul sito esatto in cui gli inglesi combatterono: alcune fonti affermano che gli eventi si svolsero sul luogo in cui sorse poi l'abbazia, ma alcuni, più di recente, suggeriscono che la battaglia si combatté a Caldbec Hill.
Si conoscono invece maggiori informazioni sullo schieramento normanno. Il duca Guglielmo sembra aver organizzato le sue forze in tre gruppi, o "battaglie", distinti grosso modo in base alle loro origini etniche. Alla sinistra erano disposti i Bretoni, insieme alle truppe dell'Angiò, del Poitou e del Maine. Questa divisione era guidata da Alano il Rosso, un parente del conte di Bretagna. Al centro trovavano posto i Normanni, sotto il comando diretto del duca e con molti dei suoi parenti raggruppati attorno al partito ducale. L'ultima divisione, quella a destra, era composta dai Franchi, insieme ad alcuni uomini della Piccardia, di Boulogne e delle Fiandre. La destra era comandata da Guglielmo fitzOsbern e dal conte Eustachio II di Boulogne. Le prime linee erano composte da arcieri, con dietro una fila di fanti armati di lance. Probabilmente c'erano alcuni balestrieri e frombolieri insieme agli arcieri. La cavalleria era tenuta in riserva e non si pensava che un piccolo gruppo di ecclesiastici e servi situati alla base di Telham Hill prendesse parte ai combattimenti.
La disposizione scelta da Guglielmo per le sue forze implica che avesse pianificato di aprire la battaglia con l'azione degli arcieri in prima fila che avrebbero dovuto indebolire il nemico con le frecce, a questo avrebbe fatto seguito l'azione della fanteria che si sarebbe impegnata in un combattimento ravvicinato, per aprire brecce nelle linee inglesi. Le brecce sarebbero poi state sfruttate per agevolare lo sfondamento della linea anglosassone con una carica di cavalleria e inseguire i soldati in fuga.

## Svolgimento della battaglia

### Fasi iniziali

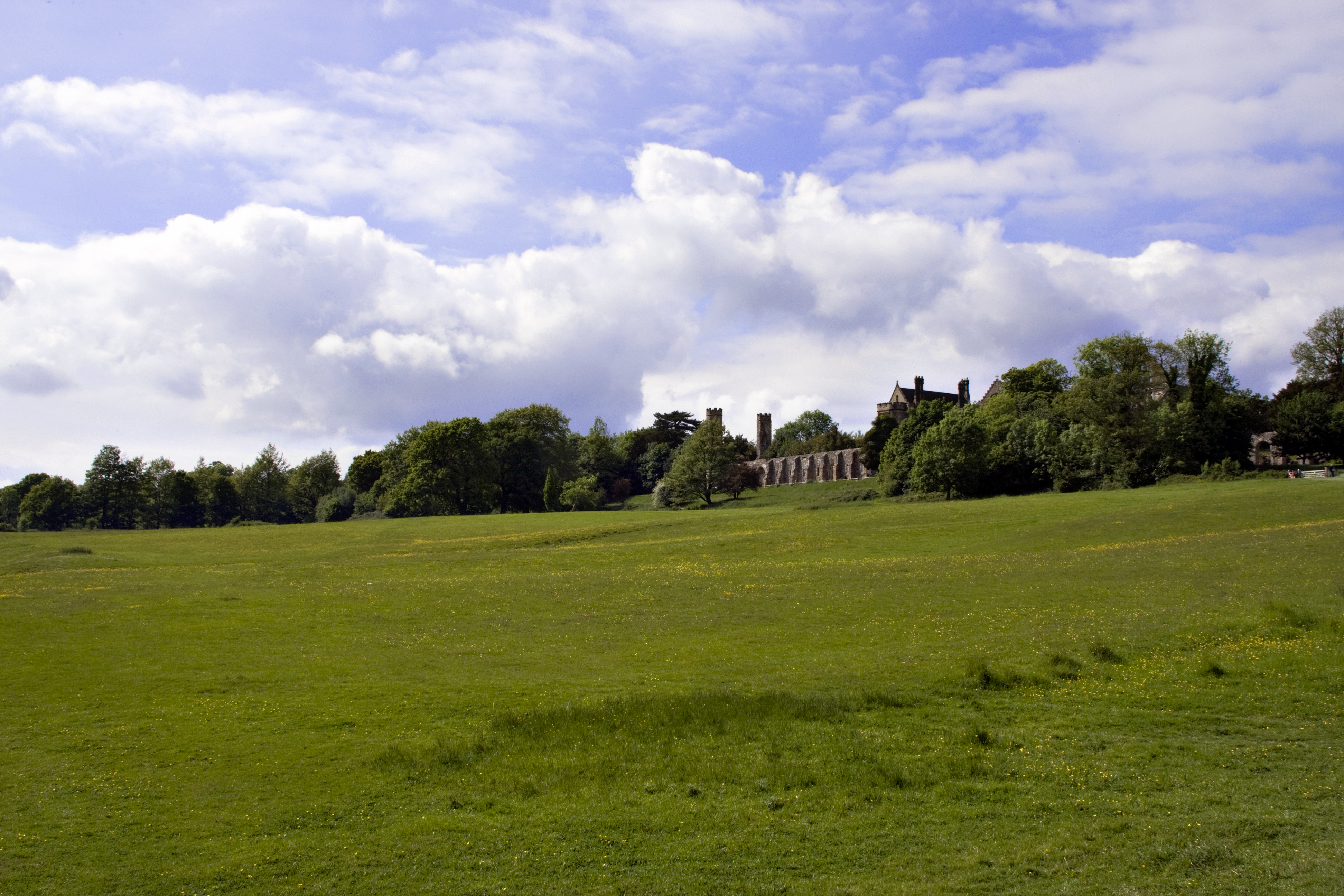
Il campo di battaglia visto da Senlac Hill

La battaglia si aprì con il tiro degli arcieri normanni contro il muro di scudi avversario, strategia che sortì scarso effetto. La disposizione in salita dell'avversario faceva sì che le frecce oltrepassassero i loro bersagli e volassero sopra la cima della collina; anche nel caso in cui si colpiva il bersaglio, l'effetto delle frecce otteneva risultati effimeri a causa del muro di scudi. La scarsità di arcieri inglesi ostacolava la controparte normanna, poiché questa sperava di sfruttare le frecce nemiche scoccate raccogliendole e riutilizzandole a proprio vantaggio. Dopo l'attacco degli arcieri, Guglielmo inviò i fanti nella mischia, i quali vennero subito colpiti da una raffica di lance, asce e pietre. La fanteria non fu in grado di sfondare il muro di scudi e la cavalleria avanzò fornendo appoggio. Anche la cavalleria non riuscì a compiere progressi e avviò una ritirata generale, attribuita alla divisione bretone alla sinistra di Guglielmo. Si sparse la voce che il duca fosse stato ucciso, circostanza la quale aumentò la confusione generale. Le forze inglesi iniziarono a inseguire gli invasori in fuga, ma Guglielmo cavalcò tra le sue truppe, mostrando il suo volto e cercando di infondere coraggio affermando che fosse ancora vivo. Il duca condusse quindi un contrattacco contro le forze inglesi inseguitrici; alcuni tra questi ultimi si radunarono su una piccola collinetta prima di essere sopraffatti.

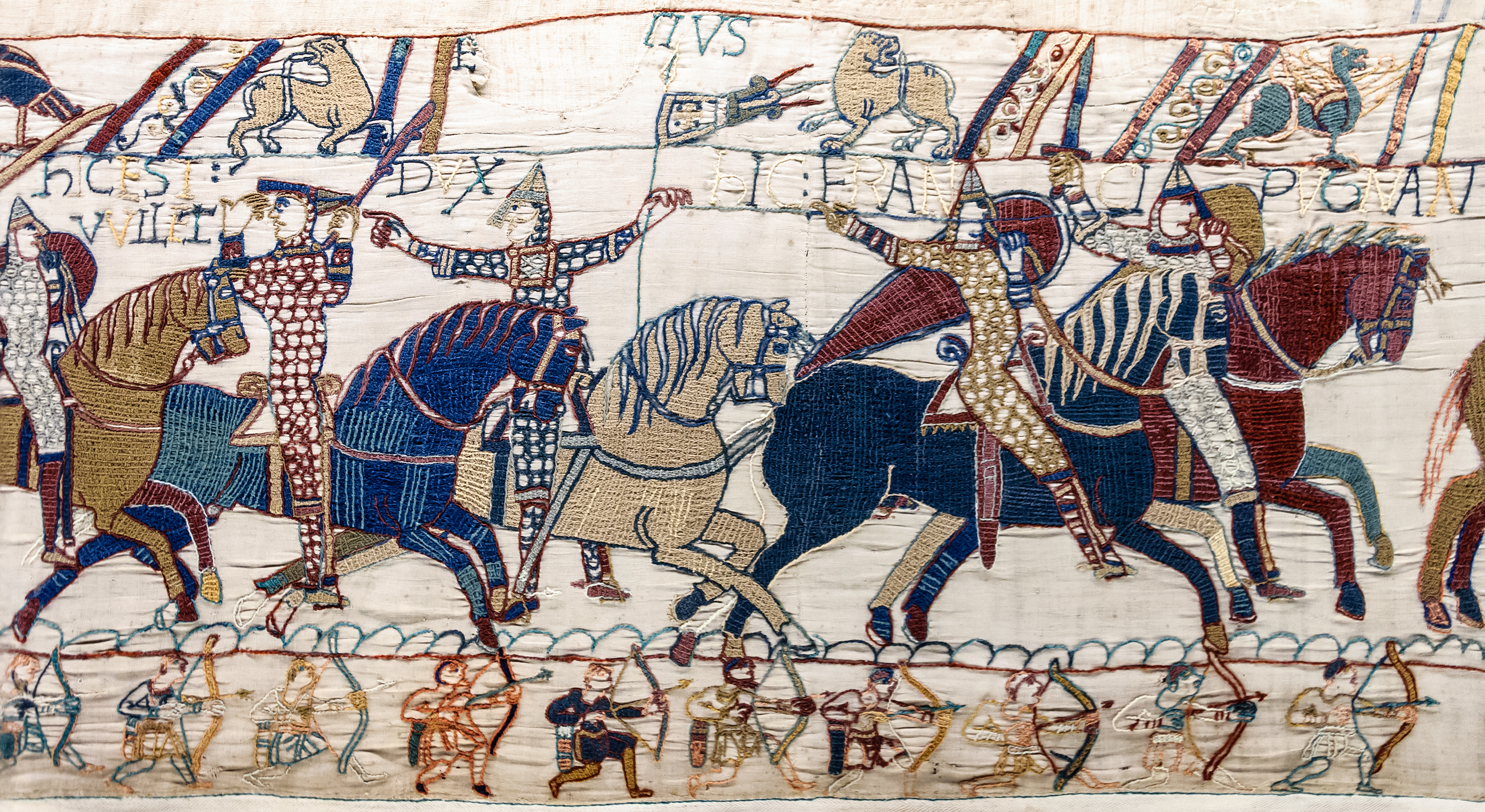
Guglielmo solleva l'elmo per mostrare ai suoi soldati che non è morto

Non si sa se gli anglosassoni cominciarono a inseguire gli ostili per ordine di Aroldo o per iniziativa spontanea. Robert Wace riferisce che Aroldo ordinò ai suoi uomini di rimanere nelle loro formazioni, ma nessun altro resoconto fornisce questo dettaglio. L'Arazzo di Bayeux raffigura la morte dei fratelli di Aroldo Gyrth e Leofwine, avvenuta poco prima della battaglia intorno alla collina. Ciò potrebbe significare che i due fratelli guidarono l'inseguimento. Il Carmen de Hastingae Proelio riferisce una diversa versione della morte di Gyrth, in quanto afferma che egli morì per mano di Guglielmo, il quale forse lo confuse per suo fratello. Invece, Guglielmo di Poitiers scrive che i corpi dei tre fratelli vennero rinvenuti l'uno vicino all'altro, motivo per cui essi verosimilmente morirono al termine della battaglia. È possibile che se i due fratelli fossero morti all'inizio del combattimento, e i loro corpi fossero stati portati ad Aroldo, ciò spiegherebbe il loro ritrovamento vicino al corpo di Aroldo dopo la battaglia. Lo storico militare Peter Marren ipotizza che, qualora Gyrth e Leofwine fossero morti nelle fasi iniziali della lotta, ciò potrebbe aver spinto Aroldo a resistere e combattere fino alla fine.

### Le finte ritirate
Il primo pomeriggio fu probabilmente segnato da un'interruzione dei combattimenti, garantendo ai soldati di mangiare e riposare. Guglielmo sembra aver colto l'occasione per elaborare una nuova strategia, forse ispirata agli eventi della mattinata: cercare di fare breccia tra le linee nemiche sollecitando i soldati inglesi a inseguire i normanni che avrebbero finto di fuggire. Se i normanni avessero potuto inviare la loro cavalleria contro il muro di scudi e quindi attirare gli inglesi in ulteriori inseguimenti, avrebbero potuto formarsi dei vuoti nella linea anglosassone. Guglielmo di Poitiers riferisce che la tattica fu impiegata due volte. Alcuni storici ritengono che essa venne sperimentata soltanto dopo Hastings, e che i cronisti cercassero di giustificare la fuga delle truppe normanne. Ciò resta improbabile, poiché non si trattava della prima volta che veniva adottata. Infatti, fu una tattica utilizzata da altri eserciti normanni già ad esempio ad Arques intorno al 1052, a Messina nel 1060 o a Cassel nel 1071. Alcuni studiosi moderni hanno sostenuto che l'informazione secondo cui sarebbe stata impiegata la tattica della finta ritirata risulterebbe frutto di autori vissuti diverso tempo dopo lo scontro; ad ogni modo, la maggior parte degli storici concorda sul fatto che venne utilizzata dai Normanni a Hastings.
Anche se le finte ritirate non infransero le linee, causarono la morte di diversi huscarl che componevano il muro di scudi. Questi furono sostituiti da soldati del fyrd, i quali preservarono la propria posizione nonostante il loro scarso addestramento e equipaggiamento. Pare che gli arcieri trovarono nuovamente impiego prima e durante un assalto della cavalleria e della fanteria guidate dal duca. Sebbene fonti del XII secolo affermino che agli arcieri fu ordinato di sparare assai in alto per colpire al di sopra della parte anteriore del muro dello scudo, non vi è nessuna testimonianza coeva che supporti tale ricostruzione degli eventi. Non si sa quanti assalti avvennero contro le linee inglesi, ma alcune opere narrano di varie azioni sia dei normanni sia degli inglesi avvenute durante i combattimenti del pomeriggio. Il Carmen afferma che al duca Guglielmo fossero morti due cavalli durante i combattimenti, ma il racconto di Guglielmo di Poitiers testimonia che ne morirono tre.

### La morte di Aroldo

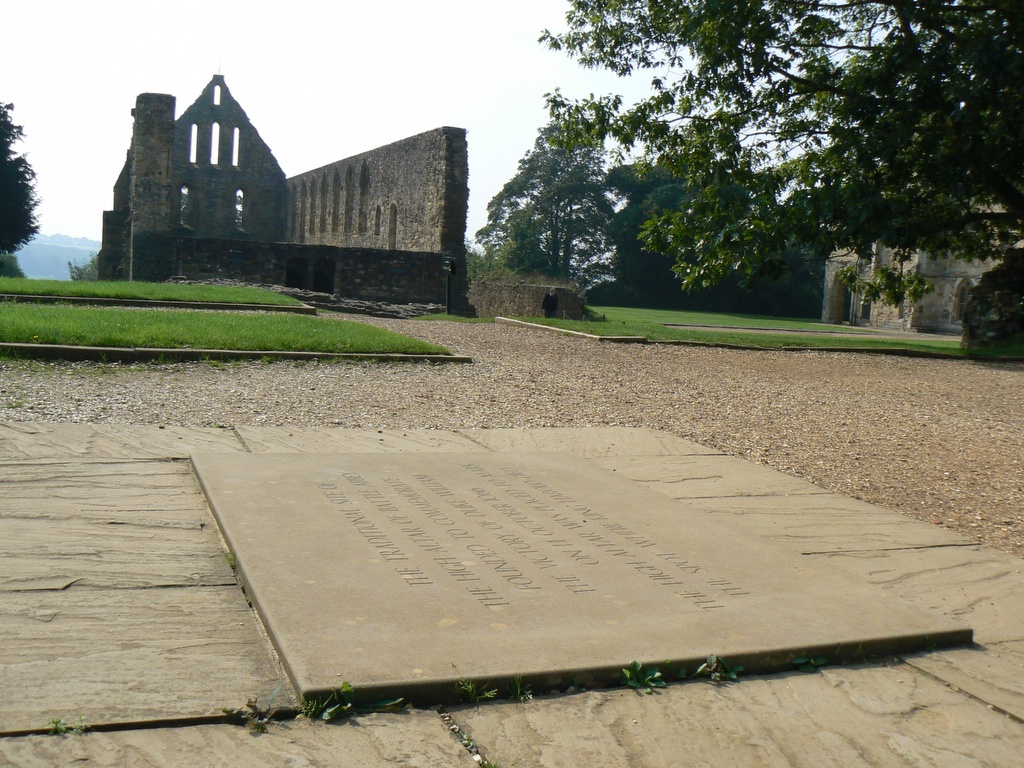
Una lastra di pietra segna il sito del grande altare dell'Abbazia di Battle, situato nel presunto luogo della morte di Aroldo

Sembra che Aroldo perse la vita alla fine della battaglia, sebbene i resoconti coevi appaiano contraddittori. Guglielmo di Poitiers menziona solo la sua morte, senza fornire dettagli su come essa avvenne. L'Arazzo non fornisce alcun chiarimento in merito, in quanto mostra una figura con una freccia che sporge dal suo occhio accanto a un combattente che cade mentre viene colpito con una spada. Su entrambe le fonti c'è una dichiarazione "Qui è stato ucciso re Aroldo". Non è chiaro quale figura sia Aroldo oppure se egli è stato ritratto due volte. La prima menzione scritta relativa alla morte di Aroldo per mano di una freccia nell'occhio risale al 1080, e proviene da una storia dei Normanni scritta da un monaco italiano, Amato di Montecassino. Guglielmo di Malmesbury afferma che Aroldo morì per una freccia nell'occhio la quale raggiunse il cervello e che, grosso modo nello stesso momento, venne ferito da un cavaliere. Wace riprende il tradizionale racconto della freccia nell'occhio. Il Carmen afferma che il duca Guglielmo uccise Aroldo, ma ciò è improbabile, poiché un evento del genere sarebbe stato annoverato anche da altre fonti. Il racconto di Guglielmo di Jumièges è ancora più improbabile, poiché secondo lui Aroldo perì di mattina, durante i primi combattimenti. La Chronicle of Battle Abbey afferma che nessuno sapeva chi uccise Aroldo, come del resto evince dal celebre arazzo che immortala la battaglia. Un moderno biografo di Aroldo, Ian Walker, afferma che Aroldo probabilmente morì per una freccia nell'occhio, malgrado sostiene che fosse altresì possibile che Aroldo venne colpito da un cavaliere normanno mentre era stato ferito a morte a un occhio. Un altro biografo di Aroldo, Peter Rex, dopo aver esposto le varie ricostruzioni, ha concluso che non risulta possibile chiarire con certezza come perse la vita.
La morte di Aroldo lasciò le forze anglosassoni senza un comandante ed essi iniziarono a disunirsi. Molti fuggirono, ma i soldati della casa reale anglosassone si radunarono attorno al corpo di Aroldo e combatterono a oltranza. I Normanni iniziarono a inseguire le truppe in fuga, e ad eccezione di un'azione di retroguardia in un punto noto come "Malfosse", la battaglia poteva dirsi conclusa. L'esatta natura degli eventi della Malfosse e la sua esatta ubicazione rimangono controverse. Sembra che i soldati inglesi si radunarono nei pressi di un luogo fortificato o di una rete di trincee e che avessero ferito gravemente Eustacchio di Boulogne, salvo poi essere sopraffatti dai normanni.

## Conseguenze

### Di carattere storico

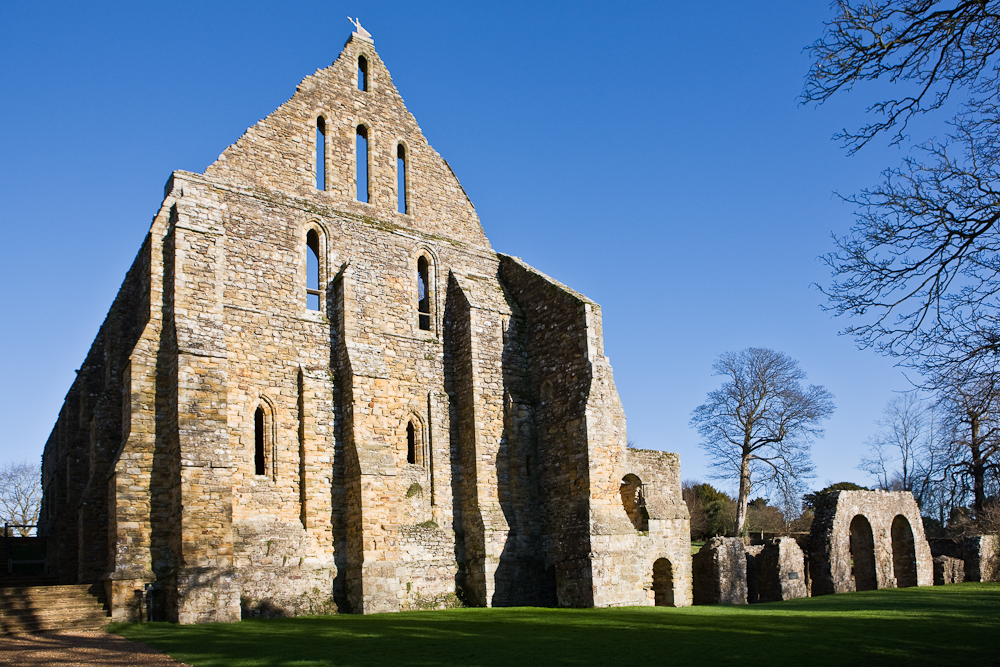
Rovine del dormitorio dei monaci dall'Abbazia di Battle

Il giorno dopo la battaglia, il corpo di Aroldo fu desunto sulla base dell'armatura indossata o dai segni sul suo corpo. Il suo stendardo personale fu presentato a Guglielmo, dopodiché inviato al papato. I corpi dei morti anglosassoni, inclusi alcuni dei fratelli di Aroldo, furono lasciati sul campo di battaglia, anche se alcuni furono rimossi dai parenti in seguito. I morti normanni furono sepolti in una grande fossa comune, che non è stata ritrovata. Le cifre esatte delle vittime non sono note: sulla base dei nomi degli inglesi noti morti durante la lotta, si potrebbe ipotizzare che circa il 50% dei soldati perì, malgrado potrebbe trattarsi di un totale eccessivamente alto. Dei normanni conosciuti presenti a Hastings ne morì uno su sette, malgrado questo fossero tutti nobili, motivo per cui il tasso di combattenti comuni defunti si rivelò sicuramente maggiore. Sebbene le cifre di Orderico Vitali appaiono assolutamente esagerate, il suo rapporto di una vittima su quattro può essere ritenuto accurato. Marren ipotizza che forse 2 000 Normanni e 4 000 Inglesi furono uccisi a Hastings. I resoconti storici affermano che alcuni dei morti inglesi furono ritrovati sulla collina anni dopo. Sebbene gli studiosi abbiano pensato a lungo che i resti non sarebbero stati recuperabili, perlopiù a causa del terreno acido, recenti ritrovamenti hanno messo in dubbio questa teoria. Pare che uno scheletro portato alla luce in un cimitero medievale, originariamente associato alla battaglia di Lewes del XIII secolo, sia associato a Hastings.
Una storia racconta che Gytha, la madre di Aroldo, offrì al duca vittorioso una quantità d'oro pesante come il corpo del figlio per la sua custodia, ma l'offerta fu rifiutata. Guglielmo ordinò che le spoglie di Aroldo fossero gettate in mare, ma non è chiaro se ciò avvenne. Un'altra storia narra che Aroldo fu sepolto in cima a una scogliera. L'Abbazia di Waltham, fondata da Aroldo, in seguito affermò che il suo corpo venne segretamente tumulato lì. Altre leggende affermano che Aroldo non morì a Hastings, ma fuggì e divenne un eremita a Chester.
Guglielmo si aspettava di ricevere la sottomissione dei nobili inglesi sopravvissuti dopo la battaglia, ma invece Edgardo Atheling, un altro esponente della casata di Wessex, fu proclamato re dal witan, forte del sostegno dei conte Edwin e Morcar, di Stigando, l'arcivescovo di Canterbury e Ealdred, l'arcivescovo di York. Guglielmo quindi avanzò su Londra, marciando lungo la costa del Kent, surclassò una forza anglosassone che l'aveva attaccato a Southwark ma non riuscì a prendere d'assalto il London Bridge. Ciò lo costrinse a dover compiere un percorso più tortuoso per raggiungere la capitale.
Guglielmo risalì la valle del Tamigi per attraversare il fiume a Wallingford, dove Stigand si sottomise a lui. Si recò poi a nord-est lungo le Chiltern Hills, prima di avanzare verso Londra da nord-ovest, impegnandosi in ulteriori scontri con le forze della città. I comandanti inglesi si arresero a Guglielmo a Berkhamsted, nell'Hertfordshire. Guglielmo fu acclamato re d'Inghilterra e incoronato, il 25 dicembre 1066, da Ealdred nell'Abbazia di Westminster.
Nonostante la sottomissione dei nobili inglesi, la resistenza al governo di Guglielmo continuò per diversi anni. Delle ribellioni insorsero nell'Exeter alla fine del 1067, un'invasione da parte dei figli di Aroldo a metà del 1068 e una rivolta in Northumbria nel 1068. Il 1069 vide nuovi disordini in Northumbria, l'arrivo di una flotta d'invasione danese e nuove rivolte nel sud e nell'ovest dell'Inghilterra. Guglielmo schiacciò i vari focolai di rivolta, la sua reazione energica culminò nella devastazione del nord dell'Inghilterra durata dalla fine del 1069 all'inizio del 1070. Un'ulteriore insurrezione nel 1070 condotta da Hereward il Fuorilegge fu repressa a Ely.

### Giudizio storiografico
La sconfitta di Aroldo fu probabilmente causata da diverse circostanze. Una era la necessità di difendersi da due invasioni quasi simultanee. Alla sconfitta contribuì anche il fatto che Aroldo avesse congedato le sue forze nell'Inghilterra meridionale l'8 settembre. Molti storici incolpano Aroldo per essersi affrettato a sud e non aver radunato più truppe prima di affrontare Guglielmo a Hastings, ma non è certo che le sue forze fossero troppo inferiori numericamente da non poter surclassare Guglielmo. Vi è chi ha ritenuto non credibile l'ipotesi della stanchezza degli inglesi, sostenendo che, poiché la battaglia durò un'intera giornata, essi non erano provati dalla lunga marcia prima intrapresa. Tra le motivazioni della veloce avanzata di Aroldo verso Hastings, rientra la possibilità che Aroldo non si fidasse dei conti Edwin di Mercia e Morcar di Northumbria una volta che il nemico Tostig fu sconfitto. Per questa ragione; il re rifiutò di farsi assistere da loro e dalle loro forze a sud. Gli storici moderni hanno sottolineato che una delle ragioni per la corsa alla battaglia di Aroldo era contenere le devastazioni di Guglielmo nelle campagne e tagliargli la testa di ponte sull'isola.
La maggior parte delle cause della disfatta risiede nel modo in cui si svolsero concretamente gli eventi della battaglia. Guglielmo risultava il comandante militare più esperto, e inoltre la mancanza di cavalleria da parte inglese consentì ad Aroldo di compiere meno opzioni tattiche. Alcuni scrittori hanno criticato Aroldo per non aver sfruttato l'opportunità offerta dalla presunta morte di Guglielmo all'inizio della schermaglia. Pare che gli inglesi sbagliarono a non restare rigorosamente sulla difensiva, perché quando inseguirono i normanni in ritirata esposero i fianchi all'attacco nemico. Non è chiaro se ciò fosse dovuto all'inesperienza dei comandanti inglesi o all'indisciplina dei soldati. Alla fine, la morte di Aroldo si rivelò probabilmente decisiva, poiché segnò lo sbando delle sue truppe. Lo storico David Nicolle ha dichiarato in merito all'esercito di Guglielmo: «Ha dimostrato - non senza difficoltà - la superiorità della tattica mista di fanteria e cavalleria franco-normanna rispetto alle tradizioni di fanteria germanico-scandinava degli anglosassoni».

## Eredità
L'Abbazia di Battle venne fondata da Guglielmo sul luogo della battaglia. Secondo fonti del XII secolo, Guglielmo fece voto di fondare l'abbazia, e l'altare maggiore della chiesa fu collocato nel luogo in cui morì Aroldo. Più probabilmente, la fondazione fu imposta a Guglielmo dai legati papali nel 1070. La topografia del campo di battaglia è stata alterata dai successivi lavori di costruzione dell'abbazia, e il pendio difeso dagli inglesi risulta ora molto meno ripido di quanto non fosse al momento della battaglia; anche la sommità del crinale è stata trasformata e livellata. Dopo la dissoluzione dei monasteri in Inghilterra, le terre dell'abbazia passarono a proprietari terrieri secolari, che la utilizzarono come residenza o casa di campagna. Nel 1976, la tenuta fu messa in vendita e acquistata dal governo con l'aiuto di alcuni donatori americani che desideravano onorare il 200º anniversario dell'indipendenza americana. Il campo di battaglia e i terreni dell'abbazia sono attualmente di proprietà e amministrati da English Heritage e sono aperti al pubblico. L'Arazzo di Bayeux è un racconto ricamato degli eventi che hanno portato a Hastings, probabilmente commissionato da Oddone di Bayeux subito dopo la battaglia, forse per essere appeso al palazzo vescovile di Bayeux. In tempi recenti, le rievocazioni annuali della battaglia di Hastings attirano migliaia di partecipanti e spettatori sul luogo in cui avvenne lo scontro.

### Esplicative
1. ↑  I vichinghi nella regione divennero noti come "Uomini del Nord", da questo appellativo derivano i nomi "Normandia" e "Normanni".
2. ↑  L'unico documento sopravvissuto che elenca le imbarcazioni riporta il numero di 776 navi, fornite da 14 diversi nobili normanni. Questa lista non include l'ammiraglia di Guglielmo, la Mora, donatagli da sua moglie, Matilde di Fiandra. La Mora è raffigurata sull'arazzo di Bayeux, e ha una polena a forma di leone.
3. ↑  L'apparizione della cometa è raffigurata sull'arazzo di Bayeux, e avviene nel momento dell'incoronazione di Aroldo, anche se l'apparizione della cometa fu successiva a questo evento, (il periodo in cui questa passò va dal 24 aprile al 1º maggio 1066). L'immagine sull'arazzo è la prima rappresentazione pittorica della cometa di Halley.
4. ↑  «Hoar» vuol dire grigio e probabilmente si riferisce a un albero di melo ricoperto di licheni, che era probabilmente un punto di riferimento locale.
5. ↑  Alcuni storici hanno sostenuto, sulla base dei commenti mossi da Snorri Sturlson nel XIII secolo, che l'esercito inglese adoperasse occasionalmente la cavalleria. Resoconti contemporanei, tra cui la Cronaca anglosassone, riferiscono che nel momento in cui i soldati inglesi erano costretti a combattere a cavallo, di solito venivano messi in rotta, come nel 1055 vicino a Hereford: Gravett (1992), pp. 29-31.
6. ↑  "Sandlacu" può essere reso in inglese moderno come "sandlake": Freeman (1869), pp. 743-751.
7. ↑  Freeman ha suggerito che "Senlac" significasse "lago di sabbia" in inglese arcaico e i conquistatori normanni lo chiamarono (in francese) "sanguelac". Freeman considerava questo nome come un gioco di parole perché la traduzione inglese di "sanguelac" è "blood lake": Freeman (1869), pp. 743-751.
8. ↑  La questione è ulteriormente confusa dal fatto che ci sono prove che il restauro ottocentesco dell'Arazzo ha cambiato la scena inserendo o cambiando la posizione della freccia attraverso l'occhio. Lawson (2002), pp. 207-210.
9. ↑  Una tradizione del XII secolo afferma che il volto di Aroldo non poté essere riconosciuto e Edith, sua la moglie, fu portata sul campo di battaglia per identificare il cadavere del marito, in base ai segni caratteristici che il corpo aveva, e solo lei era a conoscenza di questi.

### Bibliografiche
1. ↑  Bates (1982), pp. 8-10.
2. ↑  Bates (1982), p. 12.
3. ↑  Bates (1982), pp. 20-21.
4. ↑  Hallam e Everard (2001), p. 53.
5. ↑  Williams (2003), p. 54.
6. ↑  Huscroft (2005), p. 3.
7. ↑  Stafford (1989), pp. 86-99.
8. ↑  Fryde et al. (1996), p. 29.
9. ↑  C'è una leggera confusione nelle fonti originali sulla data esatta; molto probabilmente si trattava del 5 gennaio, ma alcune fonti contemporanee riferiscono del 4 gennaio: Barlow (1970), p. 250.
10. 1 2  Higham (2000), pp. 167-181.
11. ↑  Walker (2000), pp. 136-138.
12. ↑  Bates (2001), pp. 73-77.
13. ↑  Higham (2000), pp. 188-190.
14. ↑  Huscroft (2005), pp. 12-14.
15. ↑  Walker (2000), pp. 144-145.
16. ↑  Walker (2000), pp. 154-158.
17. 1 2  Nicolle (1999), pp. 69-71.
18. 1 2 3  Marren (2004), pp. 55-57.
19. ↑  Coredon (2007), p. 154.
20. 1 2 3  Gravett (1992), pp. 28-34.
21. ↑  Walker (2000), pp. 144-150.
22. ↑  Walker (2000), pp. 158-165.
23. 1 2 3  Bates (2001), pp. 79-89.
24. ↑  Huscroft (2009), pp. 120-122.
25. ↑  Douglas (1964), p. 181 e nota 1.
26. ↑  Douglas (1964), p. 192.
27. ↑  Lawson (2002), p. 179.
28. ↑  Carpenter (2004), p. 72.
29. ↑  Marren (2004), p. 93.
30. ↑  Huscroft (2009), p. 124.
31. ↑  Marren (2004), pp. 94-95.
32. 1 2 3  Lawson (2002), pp. 180-182.
33. 1 2  Marren (2004), pp. 99-100.
34. 1 2 3  Gravett (1992), pp. 20-21.
35. ↑  Bennett (2001), p. 25.
36. 1 2  Lawson (2002), pp. 163-164.
37. ↑  Bennett (2002), p. 26.
38. ↑  Marren (2004), pp. 89-90.
39. ↑  Gravett (1992), p. 27.
40. ↑  Marren (2004), pp. 108-109.
41. ↑  Marren (2004), pp. 107-108.
42. ↑  Gravett (1992), pp. 15-19.
43. ↑  Gravett (1992), p. 22.
44. ↑  Gravett (1992), pp. 24-25.
45. ↑  Lawson (2002), p. 128 e nota 32.
46. ↑  Lawson (2002), pp. 130-133.
47. ↑  Marren (2004), p. 105.
48. ↑  Gravett (1992), pp. 20-21.
«Aroldo, Gyrth, Leofwine, Godric lo sceriffo, Thirkill di Berkshire, Breme e qualcuno conosciuto solo come "figlio di Heloc».
49. ↑  Gravett (1992), pp. 29-31.
50. ↑  Marren (2004), p. 52.
51. ↑  Bennett et al. (2006), pp. 21-22.
52. 1 2 3  Lawson (2002), pp. 183-184.
53. ↑  Marren (2004), p. 114.
54. ↑  Lawson (2002), pp. 212-213.
55. 1 2  Gravett (1992), p. 91.
56. ↑  Marren (2004), p. 101.
57. ↑  Marren (2004), p. 157.
58. 1 2 3 4  Gravett (1992), p. 59.
59. 1 2  Lawson (2002), pp. 186-187.
60. ↑  Huscroft (2009), pp. 125-126.
61. 1 2  Bennett (2001), p. 40.
62. 1 2  Lawson (2002), pp. 190-191.
63. 1 2 3 4 5 6 7  Gravett (1992), p. 64.
64. ↑  Hare (1984), p. 11.
65. ↑  English Heritage.
66. ↑  Battlefields Trust.
67. ↑  Lawson (2002),  p. 192.
68. 1 2 3 4 5 6 7  Bennett (2001), p. 41.
69. 1 2  Gravett (1992), pp. 65-67.
70. 1 2  Bennett (2001), p. 42.
71. ↑  Gravett (1992), p. 68.
72. ↑  Gravett (1992), pp. 72-73.
73. ↑  Marren (2004), pp. 127-128.
74. ↑  Gravett (1992), pp. 72-73.
75. ↑  Bennett (2001), p. 43.
76. 1 2  Gravett (1992), pp. 72-73.
77. ↑  Marren (2004), p. 130.
78. ↑  Gravett (1992), pp. 76-78.
79. ↑  Marren (2004), pp. 131-133.
80. ↑  Marren (2004), p. 135.
81. ↑  Gravett (1992), p. 79.
82. 1 2 3 4  Gravett (1992), pp. 76-78.
83. ↑  Lawson (2002), pp. 207-210.
84. ↑  Marren (2004), p. 138.
85. ↑  Il racconto di Amato è tutt'altro che affidabile, poiché afferma anche che il duca Guglielmo comandasse 100 000 soldati a Hastings. Rex (2005), pp. 256-263.
86. ↑  Marren (2004), p. 137.
87. ↑  Walker (2000), pp. 179-180.
88. ↑  Rex (2005), pp. 256-263.
89. 1 2 3  Bennett (2001), p. 43.
90. ↑  Gravett (1992), p. 80.
91. ↑  Rex (2005), p. 253.
92. 1 2 3  Huscroft (2009), p. 131.
93. 1 2  Gravett (1992), p. 81.
94. 1 2  Marren (2004), p. 146.
95. ↑  È possibile che il sito fosse situato dove ora sorge l'abbazia: Marren (2004), p. 146.
96. ↑  Egli afferma che ci furono 15 000 vittime tra i 60 000 uomini che combatterono al fianco di Guglielmo nella battaglia: Marren (2004), pp. 147-149.
97. ↑  Marren (2004), pp. 147-149.
98. ↑  Livesay (2014), p. 6.
99. ↑  Barber (2010), pp. 79-109.
100. ↑  Ætheling è il termine anglosassone per un principe reale con qualche diritto al trono: Bennett (2001), p. 91.
101. ↑  Douglas William the Conqueror), pp. 204-205.
102. ↑  Douglas (1964), pp. 205-206.
103. ↑  Sembra che Guglielmo avesse preso questa strada per incontrare i rinforzi che erano sbarcati da Portsmouth, incrociandoli tra Londra e Winchester. Facendo un giro a settentrione, Guglielmo tagliò fuori Londra dai rinforzi: Bennett (2001), p. 45.
104. ↑  Douglas (1964), p. 212.
105. ↑  Bennett (2001), pp. 49-50.
106. ↑  Bennett (2001), pp. 51-53.
107. ↑  Bennett (2001), pp. 57-60.
108. 1 2 3  Lawson (2002), pp. 217-218.
109. 1 2 3  Huscroft (2009), p. 130.
110. ↑  Marren (2004), p. 152.
111. 1 2  Lawson (2002), pp. 219-220.
112. ↑  Walker (2000), pp. 180-181.
113. ↑  Nicolle (1987), p. 20.
114. ↑  Coad (2007), p. 32.
115. ↑  Coad (2007), pp. 42-46.
116. ↑  Coad (2007), p. 48.
117. ↑  Marren (2004), p. 165.
118. ↑  Coad (2007), p. 31.
119. ↑  La prima menzione registrata dell'arazzo risale al 1476, ma è simile nello stile alle illustrazioni manoscritte tardo anglosassoni e potrebbe essere stato composto ed eseguito in Inghilterra (Coad (2007), p. 31). L'arazzo è attualmente esposto nell'ex Palazzo Vescovile di Bayeux, in Francia: Gravett (1992), p. 99.
120. ↑  (EN) Normans fight Saxons... and the rain, in BBC News. URL consultato il 22 agosto 2013.
121. ↑  (EN) King Harold and William square up, in BBC News, 14 ottobre 2006. URL consultato il 22 agosto 2013.